# Hóquei sobre a grama nos Jogos Olímpicos de Verão de 1968
O torneio de hóquei sobre a grama nos Jogos Olímpicos de Verão de 1968 foi realizado na Cidade do México, México.
Após oito edições dos Jogos Olímpicos sempre chegando a final, a equipe da Índia perdeu na semi-final para a Austrália e ficou com o bronze. Os australianos viriam a perder a disputa do ouro para o Paquistão.
| Ouro | Prata | Bronze |
| Paquistão Laeeq Ahmed Riaz Ahmed Gulrez Akhtar Saeed Anwar Mohammad Asad Mohammad Ashfaq Tariq Aziz Jehangir Ahmed Butt Farooq Ahmad Khan Tanvir Ahrned Dar Khalid Mahmood Hussain Zakir Hussain Tariq Niazi Abdul Rashid Fazal Rehman Qazi Salahuddin Anwar All Shah Riaz Ud Din | Austrália Arthur Busch Paul Dearing Baymond Evans Brian Glencross Robert Haigh Donald Martin James Mason Donald McWatters Patrick Nilan Eric Pearce Gordon Pearce Julian Pearce Desmond Piper Fredrick Quine Ronald Riley Donald Smart | Índia Rajendra Absolem Christy Perumal Krishnamurthy John Peter Inamur Rehman Munir Sait Ajitpal Singh Dr.Prithipal Singh Gurbux Singh Dharam Singh Balbir Singh I Balbir Singh II Balbir Singh III Harmik Singh Jagjit Singh Harbinder Singh Tarsem Singh Inder Singh Gurbaksh Singh |

## Primeira fase

### Grupo A
| Equipe             | Pts | J | V | E | D | GP | GC |
| ------------------ | --- | - | - | - | - | -- | -- |
| Índia              | 12  | 7 | 6 | 0 | 1 | 20 | 4  |
| Alemanha Ocidental | 11  | 7 | 5 | 1 | 1 | 15 | 5  |
| Nova Zelândia      | 10  | 7 | 3 | 4 | 0 | 8  | 4  |
| Espanha            | 7   | 7 | 2 | 3 | 2 | 7  | 5  |
| Bélgica            | 7   | 7 | 3 | 1 | 3 | 14 | 9  |
| Alemanha Oriental  | 6   | 7 | 2 | 2 | 3 | 7  | 10 |
| Japão              | 3   | 7 | 1 | 1 | 5 | 4  | 14 |
| México             | 0   | 7 | 0 | 0 | 7 | 2  | 26 |

Resultados:
- Índia 2-1 Alemanha Ocidental
- Índia 1-0 Alemanha Oriental
- Índia 2-1 Bélgica
- Índia 1-0 Espanha
- Índia 5-0 Japão
- Índia 8-0 México
- Nova Zelândia 2-1 Índia
- Alemanha Ocidental 3-2 Alemanha Oriental
- Alemanha Ocidental 2-0 Bélgica
- Alemanha Ocidental 2-0 Espanha
- Alemanha Ocidental 2-0 Japão
- Alemanha Ocidental 5-1 México
- Alemanha Ocidental 0-0 Nova Zelândia
- Nova Zelândia 1-1 Alemanha Oriental
- Nova Zelândia 1-1 Bélgica
- Nova Zelândia 1-1 Espanha
- Nova Zelândia 1-0 Japão
- Nova Zelândia 2-0 México
- Espanha 1-1 Alemanha Oriental
- Espanha 2-0 Bélgica
- Espanha 0-0 Japão
- Espanha 3-0 México
- Bélgica 4-0 Alemanha Oriental
- Bélgica 4-2 Japão
- Bélgica 4-0 México
- Alemanha Oriental 1-0 Japão
- Alemanha Oriental 2-0 México
- Japão 2-1 México

### Grupo B
| Equipe        | Pts | J | V | E | D | GP | GC |
| ------------- | --- | - | - | - | - | -- | -- |
| Paquistão     | 14  | 7 | 7 | 0 | 0 | 23 | 4  |
| Austrália     | 9   | 7 | 4 | 1 | 2 | 12 | 5  |
| Quênia        | 9   | 7 | 4 | 1 | 2 | 11 | 6  |
| Países Baixos | 8   | 7 | 4 | 0 | 3 | 11 | 11 |
| França        | 5   | 7 | 2 | 1 | 4 | 2  | 5  |
| Reino Unido   | 5   | 7 | 2 | 1 | 4 | 6  | 8  |
| Argentina     | 3   | 7 | 1 | 1 | 5 | 4  | 20 |
| Malásia       | 3   | 7 | 0 | 3 | 4 | 2  | 12 |

Resultados:
- Paquistão 5-0 Argentina
- Paquistão 3-2 Austrália
- Paquistão 1-0 França
- Paquistão 2-1 Reino Unido
- Paquistão 6-0 Países Baixos
- Paquistão 2-1 Quênia
- Paquistão 4-0 Malásia
- Austrália 3-1 Argentina
- Austrália 0-0 Reino Unido
- Austrália 2-0 Países Baixos
- Austrália 2-0 Quênia
- Austrália 3-0 Malásia
- Quênia 2-1 Argentina
- Quênia 2-0 França
- Quênia 3-0 Reino Unido
- Quênia 2-0 Países Baixos
- Quênia 1-1 Malásia
- Países Baixos 7-0 Argentina
- Países Baixos 1-0 França
- Países Baixos 2-1 Reino Unido
- Países Baixos 1-0 Malásia
- França 1-0 Austrália
- França 1-0 Reino Unido
- França 0-0 Malásia
- Reino Unido 2-0 Argentina
- Reino Unido 2-0 Malásia
- Argentina 1-0 França
- Argentina 1-1 Malásia

## Disputa pelo 15º lugar
| Malásia | 1–0 | México |

## Disputa pelo 13º lugar
| Japão | 2–0 | Argentina |

## Disputa pelo 11º lugar
| Alemanha Oriental | 2–1 | Reino Unido |

## Disputa pelo 9º lugar
| Bélgica | 3–0 | França |

## Classificação 5º-8º lugares
| Países Baixos | 3–1 | Nova Zelândia |
| Espanha       | 2–1 | Quênia        |

### Disputa de 7º lugar
| Nova Zelândia | 2–0 | Quênia |

### Disputa de 5º lugar
| Países Baixos | 1–0 | Espanha |

## Semi-final
| Austrália | 2–1 | Índia              |
| Paquistão | 2–0 | Alemanha Ocidental |

## Disputa pelo bronze
| Índia | 2–1 | Alemanha Ocidental |

## Final
| Paquistão | 2–1 | Austrália |

## Classificação final
| Pos. | País               |
| ---- | ------------------ |
|      | Paquistão          |
|      | Austrália          |
|      | Índia              |
| 4    | Alemanha Ocidental |
| 5    | Países Baixos      |
| 6    | Espanha            |
| 7    | Nova Zelândia      |
| 8    | Quênia             |
| 9    | Bélgica            |
| 10   | França             |
| 11   | Alemanha Oriental  |
| 12   | Reino Unido        |
| 13   | Japão              |
| 14   | Argentina          |
| 15   | Malásia            |
| 15   | México             |